# Lofven Gud med glädjesång
Lofven Gud med glädjesång är en psalmtext med fyra 4-radiga verser till en melodi av författaren Andrew L. Skoog. Efter varje vers sjungs en 4-radig kör-refräng.

## Publicerad i
- Herde-Rösten 1892 som nummer 174 med titeln Psaltaren 150 under rubriken "Lov och tacksägelse".